# Angel Dark
Angel Dark, pseudonimo di Viktória Knezová (Sobrance, 11 aprile 1982), è un'ex attrice pornografica slovacca, attiva negli anni tra il 2002 ed il 2015.

## Biografia
Di origini italiane (suo nonno era nativo di Cosenza, il cui cognome originale dovrebbe essere D'Arco dando per vero ciò che dice il regista Silvio Bandinelli), lavorava come barista in ristoranti e caffè quando è stata avvicinata per strada da una truccatrice che ha lavorato sui set porno, che le ha chiesto se voleva fare alcuni provini per pubblicità di lingerie. Sebbene sia rimasta scioccata quando ha scoperto che non era un provino per pubblicità di lingerie, ma per produzioni porno, le sue paure furono rapidamente attenuate e ha cominciato a fare questo lavoro. Ha realizzato oltre duecentotrenta film dal 2002, il suo primo film è stato Blow Bang 7 all'età di 19 anni.
Ha partecipato a numerose scene lesbiche, di sesso anale e doppie penetrazioni. Non avendo mai avuta una figlia è assolutamente falso che il suo soprannome unisca il nome della fantomatica figlia, Angela che la leggenda metropolitana afferma sia stata data in adozione, con la parola "Dark" (dall'inglese "oscuro") molto presente nella sottocultura gotica. Ha lavorato spesso in Italia, anche facendo spettacoli nei locali al nord.
Nel 2007 ha un grave problema ai reni ed ha preso una pausa per tre anni dal mondo del porno, ritornando a girare nel 2010.
Nel 2015 ha abbandonato l'industria pornografica, con oltre 400 film girati e con il premio come miglior artista straniera dell'anno. Nel 2020 è stata inserita nella Hall of Fame degli AVN Awards.

## Riconoscimenti
- AVN Awards
  - 2011 – Female Foreign Performer of the Year[7]
  - 2020 – Hall of Fame - Video Branch[8]

## Filmografia parziale
- Blow Bang 7 (2002)
- Hustler XXX 16 (2002)
- Hustler XXX 17 (2002)
- Superfuckers 16 (2002)
- Superfuckers 18 (2002)
- Ass Cleavage 3 (2003)
- Double Decker Sandwich 3 (2003)
- Girl + Girl 5 (2003)
- Kaloz radio (2003)
- Leg Affair 4 (2003)
- Obsessions (2003)
- Pickup Lines 79 (2003)
- Precious Pink 12 (2003)
- Private Castings X 48 (2003)
- Sport Babes 3 (2003)
- Superfuckers 23 (2003)
- A.N.A.L. 4: Wrong Hole (2004)
- Anal POV 1 (2004)
- Apprentass 1 (2004)
- Art Of Ass 3 (2004)
- Ass Crackin' 4 (2004)
- Assume The Position 3 (2004)
- Belladonna's Fuck Me (2004)
- Big Wet Tits 2 (2004)
- Blow Me Sandwich 4 (2004)
- Christoph's Beautiful Girls 17 (2004)
- Circle Of Deceit 1 (2004)
- Crack Addict 1 (2004)
- Crack Her Jack 3 (2004)
- Cum Beggars 1 (2004)
- Cum Swappers 2 (2004)
- Cumstains 3 (2004)
- Czech Whores (2004)
- Don't Tell My Daddy (2004)
- Double Parked 11: Bumper Stickers (2004)
- Euro Domination 2 (2004)
- From Dusk Til Porn (2004)
- From Prague With Passion (2004)
- Hardcore Models (2004)
- Hittin' Dat White Azz 4 (2004)
- Hotel Lolita 8 (2004)
- Internal Cumbustion 6 (2004)
- Just Fuckin' 1 (2004)
- Lady Lust 1 (2004)
- Legal Skin 13 (2004)
- Lex Steele XXX 4 (2004)
- Little White Slave Girls 9 (2004)
- Manipulation 2 (2004)
- New Girls 1 (2004)
- North Pole 48 (2004)
- Planet Silver 2 (2004)
- Pole Position 1 (2004)
- Priscila's Peep Show Fantasy (2004)
- Private XXX 19: Chain Reaction (2004)
- Professianals 5 (2004)
- Pussy Worship 1 (2004)
- Road To Atlantis 1 (2004)
- Road To Atlantis 2 (2004)
- Sex Tails 1 (2004)
- Share The Load 1 (2004)
- Sleeping with the Enemy (2004)
- Totally DP 2 (2004)
- Toxic (2004)
- Triple Stacked 4 (2004)
- Truly Nice Tits 8: Breast Friends (2004)
- Up Yours (2004)
- Vixens In Uniform (2004)
- Voyeur 29 (2004)
- Wild on These 1 (2004)
- Young Dumb And Filled With Chocolate Cum 3 (2004)
- All You Can Eat 1 (2005)
- Anal Cavity Search 1 (2005)
- Anal Prostitutes On Video 2 (2005)
- Apprentass 3 (2005)
- Ass Breeder 2 (2005)
- Ass Fukt 1 (2005)
- Ass Watcher 4 (2005)
- Ass Wide Open 3 (2005)
- At Your Service (2005)
- Best by Private: Ass to Mouth (2005)
- Big Butt Brotha Lovers 5 (2005)
- Big Tit Brotha Lovers 6 (2005)
- Big Wet Asses 6 (2005)
- Black Inside Me 1 (2005)
- Book Of Sex (2005)
- Bubble Booty (2005)
- Butt Gallery 2 (2005)
- Camel Hoe's 4 (2005)
- Canibales Sexuales 4 (2005)
- Cum Buckets 3 (2005)
- Cum On In 2 (2005)
- Cumstains 6 (2005)
- DP Fever 1 (2005)
- Exxxtraordinary Euro Babes 3 (2005)
- Fetish Desires (2005)
- Goo 4 Two 1 (2005)
- Just My Ass Please 4 (2005)
- Les Babez 2 (2005)
- Les Babez 3 (2005)
- L'Immorale (2005)
- Lusty Legs 4 (2005)
- Madame (2005)
- Perfection: Pure Passion (2005)
- Pirate Fetish Machine 19: Enjoy the Abyss (2005)
- Pornochic 9: Sonya And Priscila (2005)
- Priscila Vices And Prostitution (2005)
- Private Movies 18: Girls Night Out (2005)
- Private Tropical 17: Fantasy Lagoon (2005)
- Private Tropical 18: Puertorican Affairs (2005)
- Professianals 8 (2005)
- Real Racks 1 (2005)
- Robinson Crusoe On Sin Island (2005)
- Rocco Ravishes Ibiza 2 (2005)
- Snob (2005)
- Spunk'd (2005)
- Spunk'd 2 (2005)
- Sweet Cream Pies 1 (2005)
- Traveling Czechs (2005)
- Unfaithful (2005)
- What Gets You Off 2 (2005)
- XXX Rays (2005)
- Your Mass In My Ass (2005)
- Anal Attack (2006)
- Bamboline (2006)
- Big Wet Tits 3 (2006)
- Bring Your A Game 1 (2006)
- Bring Your A Game 2 (2006)
- Double Play (2006)
- Girly Gang Bang 7 (2006)
- Hardcore Fever 2 (2006)
- Internal Anal Pleasure (2006)
- Kelly's Lost Movie (2006)
- Nice Fuckin' Tits (2006)
- Obsessed (2006)
- Pussy Ass Mouth (2006)
- Seductive 2 (2006)
- Slippery When Wet (2006)
- Anal Fever (2007)
- Black Pipe Layers 5 (2007)
- Cabaret Berlin (2007)
- Click Remote Sex Control (2007)
- Cream Team 1 (2007)
- Creamery (2007)
- Dreams in White 3 (2007)
- Euro Babes Gone Wild (2007)
- Fuck V.I.P. LSD (2007)
- Fucker Takes All (2007)
- Girls Just Want to Have Fun (2007)
- Give Me Pink 1 (2007)
- Hard Intrusion (2007)
- Hardcore Fever 5 (2007)
- Hi Speed Sex 3 (2007)
- Hustler Hardcore Vault 5 (2007)
- M.I.L.K. (2007)
- Natural Born Tits 4 (2007)
- Natural Wonders of the World 50 (2007)
- Porn in the City (2007)
- Private Life of Angel Dark (2007)
- Private Movies 34: Basic Sexual Instinct (2007)
- Private Xtreme 35: Ibiza Sex Party 2 (2007)
- Private Xtreme 36: Ibiza Sex Party 3 (2007)
- Private XXX 37: Stars In Heat (2007)
- Resex (2007)
- Sexual Adventures of Little Red (2007)
- Vedova della Camorra (2007)
- Anally Yours... Love, Jada Fire (2008)
- Be My First 1 (2008)
- Deviant Divas (2008)
- Domination (2008)
- Filthy Old Men 2 (2008)
- Fuck TV (2008)
- Home and Alone 1 (2008)
- Odore dei Soldi (2008)
- Orgy Initiations 3 (2008)
- Porn Week: Prague Pussyfest (2008)
- Private Life of Liliane Tiger (2008)
- Private Specials 10: Smoking Sluts (2008)
- Private Specials 8: Slippery and Wet (2008)
- Private Xtreme 39: Ibiza Sex Party 4 (2008)
- Private Xtreme 40: Ibiza Sex Party 5 (2008)
- Roma 1 (2008)
- Roma 2 (2008)
- Sex für Cash 3 (2008)
- Big Butt Attack 2 (2009)
- Big Butts Like It Big 3 (2009)
- Blown Away 1 (2009)
- Double Time (2009)
- Hell Is Where the Party Is (2009)
- Mike's Apartment 3 (2009)
- Organic Melons POV 1 (2009)
- Young DP 2 (2009)
- All Star Teens 2 (2010)
- Anal Fanatic 1 (2010)
- Angel Dark's Bondage Debut (2010)
- Babysitter Diaries 4 (2010)
- Best Of Big Butts 4 (2010)
- Best Of Threesomes With Big Boob Girls (2010)
- Big Boobs Power (2010)
- Bound for the Holidays (2010)
- Buy a Bride (2010)
- Can He Score 3 (2010)
- Daytime Burglars in a Bind (2010)
- Department S Mission Two: Lair of the Crooked Tiger (2010)
- Evil Anal 12 (2010)
- Family Matters (2010)
- Just Tease 2 (2010)
- Let the Tickling Begin (2010)
- Only Good Man (2010)
- Party of One 2 (2010)
- Pin-up Girls 4 (2010)
- Porn Fidelity 23 (2010)
- Rack Jobs (2010)
- Seven Deadly Sins (2010)
- Sex Crimes (2010)
- Up Her Asshole 1 (2010)
- Up That White Ass 2 (2010)
- Watermelons 2 (2010)
- What's Up Your Ass (2010)
- Best of Porn Superstar POV (2011)
- Big Wet Butts 4 (2011)
- Busty Ones 3 (2011)
- Execs Snared in Rope and Silenced with Tape (2011)
- Pound It (2011)
- Twisty Treats 3 (2011)
- Twistys Twisted Fantasies (2011)
- Wriggling Wrapped Up Girls (2011)
- 25 Sexiest Boobs Ever (2012)
- Big Butts Like It Big 10 (2012)
- Leave No Ass Unfucked (2012)
- Twisted Solos (2012)
- Women Seeking Women 79 (2012)